# Hadař žlutý
Hadař žlutý (Callechelys lutea) je paprskoploutvá ryba z čeledi hadařovití (Ophichthidae).
Druh byl popsán roku 1904 ichtyologem Johnem Otterbeinem Snyderem.

## Popis a výskyt
Maximální délka ryby je 104 cm.
Podlouhlé, zploštělé tělo bělavé barvy s hnědými skvrnami.
Byla nalezena ve vodách Tichého oceánu: pouze Havajské ostrovy, ostrov Midway a French Frigate Shoals. Obývá písčitá dna.